# Trans Australia Airlines
Trans Australia Airlines (TAA), ribattezzata Australian Airlines nel 1986, è stata una delle due principali compagnie aeree nazionali australiane tra il suo inizio nel 1946 e la sua fusione con Qantas nel settembre 1992. Come risultato del progetto "COBRA" (o Common Branding), l'intera compagnia aerea è stata rinominata Qantas circa un anno dopo, con i biglietti che riportavano in caratteri piccoli "Australian Airlines Limited trading as Qantas Airways Limited" fino all'adozione di un unico certificato di operatore aereo pochi anni dopo. A quel punto, l'intera compagnia aerea venne ufficialmente ribattezzata "Qantas Airways Limited" e continuò ad utilizzare il nome e la livrea della società madre con l'unica modifica che fu il cambio della scritta sulla fusoliera da "The Spirit of Australia" a "The Australian Airline".
Durante il suo periodo come TAA, la società svolse un ruolo importante nello sviluppo dell'industria del trasporto aereo nazionale australiano. L'istituzione della TAA ruppe il monopolio del trasporto aereo interno della Australian National Airways (ANA) alla fine degli anni '40 e rilevò la rete aerea del Queensland da Qantas. A quell'epoca, la TAA supportava anche il Royal Flying Doctor Service fornendo aeromobili, piloti e ingegneri per garantire che ogni emergenza fosse risolta rapidamente.
La sede della compagnia aerea si trovava a Melbourne. Nel 1954, TAA divenne la prima compagnia aerea fuori dall'Europa a introdurre il Vickers Viscount, e nel 1981 introdusse l'Airbus A300, il primo aereo wide body ad essere acquistato da una compagnia aerea nazionale australiana che fornì a TAA un chiaro vantaggio su un importante concorrente al tempo, Ansett, che aveva invece acquistato il Boeing 767-200. Ironia della sorte, sebbene gli A300 fossero inizialmente verniciati in livrea Qantas, furono gradualmente eliminati entro pochi anni per essere sostituiti dai 767-238ER e 767-338ER precedentemente operati a livello internazionale e successivamente integrati da sette 767-336ER ex British Airways.
Qantas riutilizzò il marchio Australian Airlines tra il 2002 e il 2006 come compagnia a basso costo da e per l'Australia.

## Storia

### Background
Fino alla seconda guerra mondiale, l'Australia era uno dei principali centri dell'aviazione al mondo. Con la sua piccola popolazione di circa sette milioni di abitanti, l'Australia si era classificata al sesto posto al mondo per chilometraggio degli aerei di linea, aveva 16 compagnie aeree, stava crescendo al doppio della media mondiale e aveva prodotto un numero di importanti pionieri dell'aviazione, tra cui Lawrence Hargrave, Harry Hawker, Bert Hinkler, Lawrence Wackett, il reverendo John Flynn, Sidney Cotton, Keith Virtue e Charles Kingsford Smith. I governi di entrambi i lati della politica, ben consapevoli delle immense distese di deserto inabitabile che separavano le piccole regioni produttive dell'Australia, consideravano il trasporto aereo una questione di importanza nazionale (così come i governi di altre nazioni geograficamente grandi, come l'Unione Sovietica e gli Stati Uniti). Nelle parole del Direttore Generale dell'Aviazione Civile AB Corbett:
Il trasporto aereo era incoraggiato sia con sussidi diretti che con contratti postali. Immediatamente prima dell'inizio della guerra, erano state sovvenzionate più della metà di tutte le miglia aeree per trasporto passeggeri e merci.
Tuttavia, dopo il 1939 e soprattutto dopo l'invasione giapponese delle isole a nord nel 1941, l'aviazione civile fu sacrificata alle esigenze militari. Alla fine della guerra, c'erano solo nove compagnie aeree nazionali rimaste, otto compagnie regionali più piccole e Australian National Airways (ANA), un conglomerato di proprietà di interessi marittimi britannici e australiani che aveva un monopolio virtuale sulle principali rotte di collegamento e riceveva l'85% di tutti i sussidi governativi al trasporto aereo.
Il punto di vista del governo di Chifley fu riassunto dal Ministro dell'Aria, Arthur Drakeford: "Dove sono i grandi pionieri dell'aviazione? [...] Scopriamo che una ad una le piccole imprese pioniere stanno scomparendo dal registro. È l'inevitabile processo di assorbimento da parte di un monopolio". Il trasporto aereo, riteneva il governo, era principalmente un servizio pubblico, come gli ospedali, le ferrovie o l'ufficio postale. Se doveva esserci un monopolio, allora avrebbe dovuto essere di proprietà del pubblico e funzionante nell'interesse pubblico.
Nell'agosto del 1945, solo due giorni dopo la fine della seconda guerra mondiale, il parlamento australiano approvò l'Australian National Airways Bill, che istituì l'Australian National Airways Commission (ANAC) e la incaricò di ricostruire l'industria del trasporto aereo della nazione. In linea con le tendenze socialiste del governo laburista, il disegno di legge dichiarava che le licenze degli operatori privati sarebbero scadute per quelle rotte adeguatamente servite dal vettore nazionale. Da quel momento in poi, sembrava che il trasporto aereo in Australia sarebbe diventato un monopolio del governo. Tuttavia, una sfida legale, sostenuta dall'opposizione liberale e dagli interessi commerciali in generale, ebbe successo, e nel dicembre 1945 l'Alta Corte stabilì che il Commonwealth non aveva il potere di impedire il rilascio di licenze aeree a società private. Il governo avrebbe potuto creare una compagnia aerea se lo desiderasse, ma non avrebbe potuto legiferare un monopolio. Gran parte della stampa si oppose fermamente alla creazione di una rete di compagnie aeree pubbliche, considerandola una forma di socializzazione furtiva.

### Gli inizi
Con il disegno di legge opportunamente modificato per rimuovere le disposizioni sul monopolio, la Australian National Airways Commission entrò in vigore nel febbraio 1946. Gli stessi commissari erano alti funzionari, tra cui il direttore generale dell'aviazione civile, il vicedirettore, un luminare del partito laburista e ex membro del consiglio di amministrazione della Commonwealth Bank, direttore generale degli incarichi e dei telegrafi e assistente segretario del Tesoro. La commissione doveva essere presieduta da Arthur Coles.
Coles era uno degli uomini più ricchi in Australia e il co-fondatore del Gruppo Coles. A quell'epoca, tuttavia, Coles si era ritirato dalla gestione attiva dell'azienda di famiglia. Era "un grande sostenitore della concorrenza per gli affari" e non avrebbe accettato la carica di presidente dell'ANAC se fosse stata mantenuta la disposizione sul monopolio.
La Commissione decise il nome "Trans Australia Airlines", chiese al Tesoro un anticipo preliminare di 10.000 sterline e iniziò a fare progetti, reclutare personale e acquistare attrezzature. Reg Ansett, proprietario della piccola compagnia vittoriana Ansett Airways, si offrì subito di aiutare la nuova compagnia aerea, offrendo i suoi servizi come agente di gestione. Il prezzo richiesto, deciso dalla Commissione, era ottimista e Ansett rifiutò una controfferta più modesta.
C'era una considerevole corrispondenza tra la Commissione e Ivan Holyman, il presidente dell'ANA, al fine di reclutare Holyman come direttore generale della TAA al salario principesco di £ 10.000 all'anno e, quando l'offerta fu rifiutata, di acquistare il quasi monopolio compagnia aerea a titolo definitivo. Holyman non era disposto a vendere né a lavorare per un ente di proprietà del governo, ma era interessato alla costituzione di una "società composita", i cui dettagli non erano chiari.

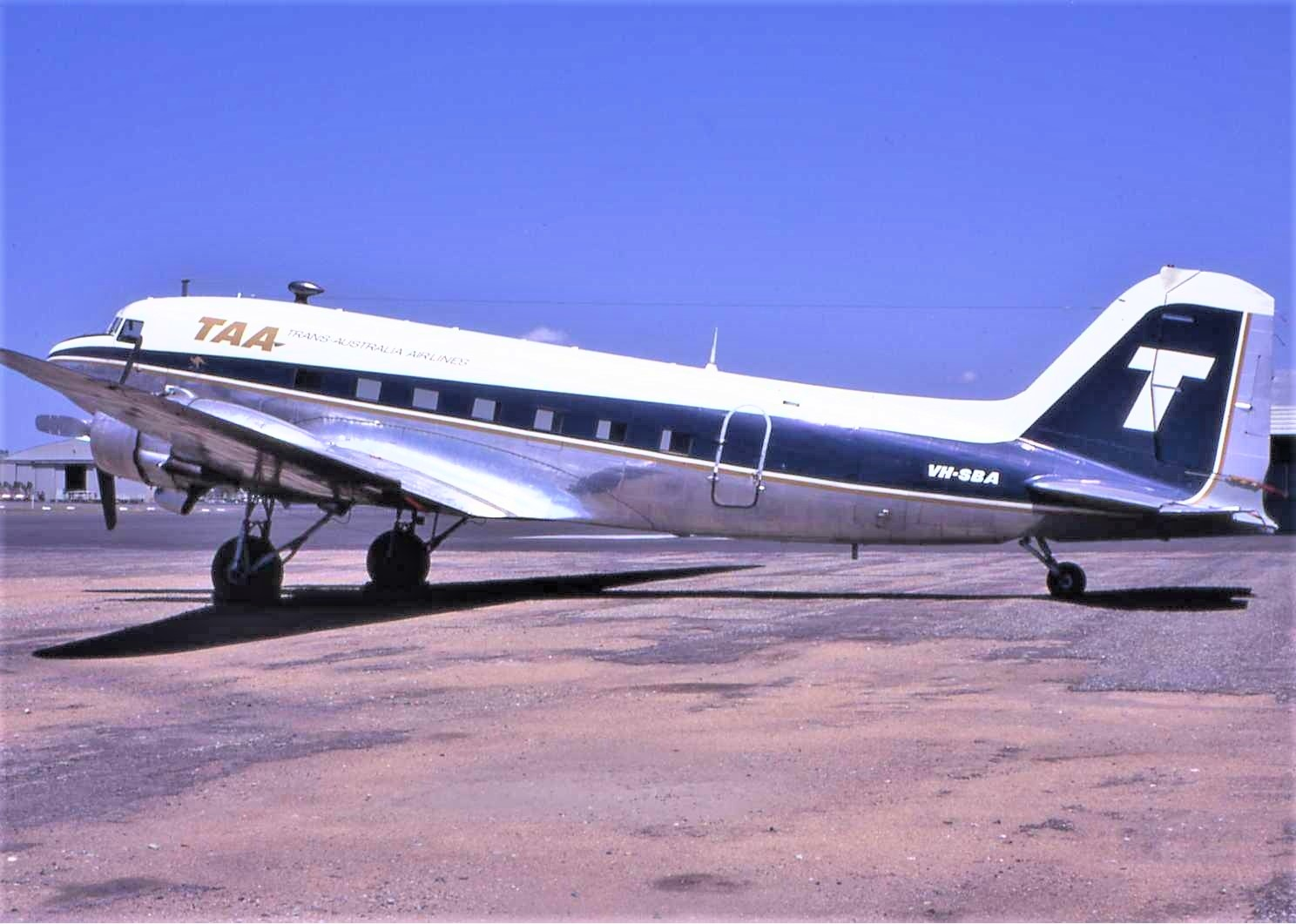
Uno dei DC-3 a Brisbane negli anni '70.

Alla fine, l'ANAC procedette con il piano originale, per costruire una compagnia aerea da zero. Una delle prime persone assunte fu Lester Brain, poi responsabile delle operazioni di Qantas. Brain aveva alle spalle 22 anni di esperienza nel settore dell'aviazione ed era considerato l'uomo dietro la reputazione di eccellenza tecnica di Qantas. Fece domanda per la posizione pubblicizzata di TAA come Operations Manager, ma con sua sorpresa, gli venne invece offerto il ruolo di Direttore Generale - sebbene a £ 3.000 all'anno, non alle £ 10.000 che erano state offerte a Holyman.
TAA acquisì i suoi primi due aerei a metà giugno 1946, entrambi Douglas DC-3. Una dozzina di altri DC-3 sarebbero stati aggiunti nei mesi successivi, tutti ex aeromobili della Royal Australian Air Force originariamente acquistati dal governo australiano in lend-lease. A luglio, il Tesoro rilasciò 350.000 sterline per consentire a TAA di ordinare quattro Douglas DC-4 più grandi e moderni dagli Stati Uniti, e Brain nominò Aubrey Koch (da Qantas) come pilota senior sui DC-4 Skymaster e John Watkins come capo Funzionario tecnico. Watkins sarebbe diventato una delle figure chiave del successo di TAA. Il suo primo compito fu quello di recarsi negli Stati Uniti per accettare la consegna dei DC-4. In seguito scrisse:
A questo punto, le considerazioni politiche tornarono alla ribalta. La TAA prevedeva di avviare i servizi il 7 ottobre, ma il 28 settembre erano previste le elezioni federali. Il primo ministro britannico in tempo di guerra Winston Churchill era stato enormemente popolare durante le ore più buie, ma fu eliminato alla prima opportunità del dopoguerra. Non c'era la certezza che il governo di Chifley non sarebbe stato trattato allo stesso modo e l'opposizione si era opposta alla proprietà del governo sulla compagnia. Coles si rivolse alla Commissione in una riunione il 2 settembre 1946.
Dopo alcune discussioni, si convenne che la compagnia aerea non era pronta. Aveva un nome, alcuni ottimi piloti e alcuni aerei, ma niente strutture a terra, niente personale di vendita, niente documentazione, nemmeno biglietti. Con molto impegno avrebbe dovuto essere possibile fissare la data di inizio prevista per il 7 ottobre. In una successiva discussione, Coles disse:
Dopo una settimana di frenetici sforzi nell'assumere personale, prendendo in prestito un capannone alla base RAAF di Laverton perché l'aeroporto di Essendon era stato trasformato in fango da forti piogge, creando manuali operativi, manifesti passeggeri, biglietti e fogli di carico: i comandanti Hepburn e Nickels decollarono da Laverton alle 5:45 del mattino diretti a Sydney. Il primo volo di linea della TAA trasportava un carico completo di VIP e un solo passeggero pagante.

### Rapida espansione

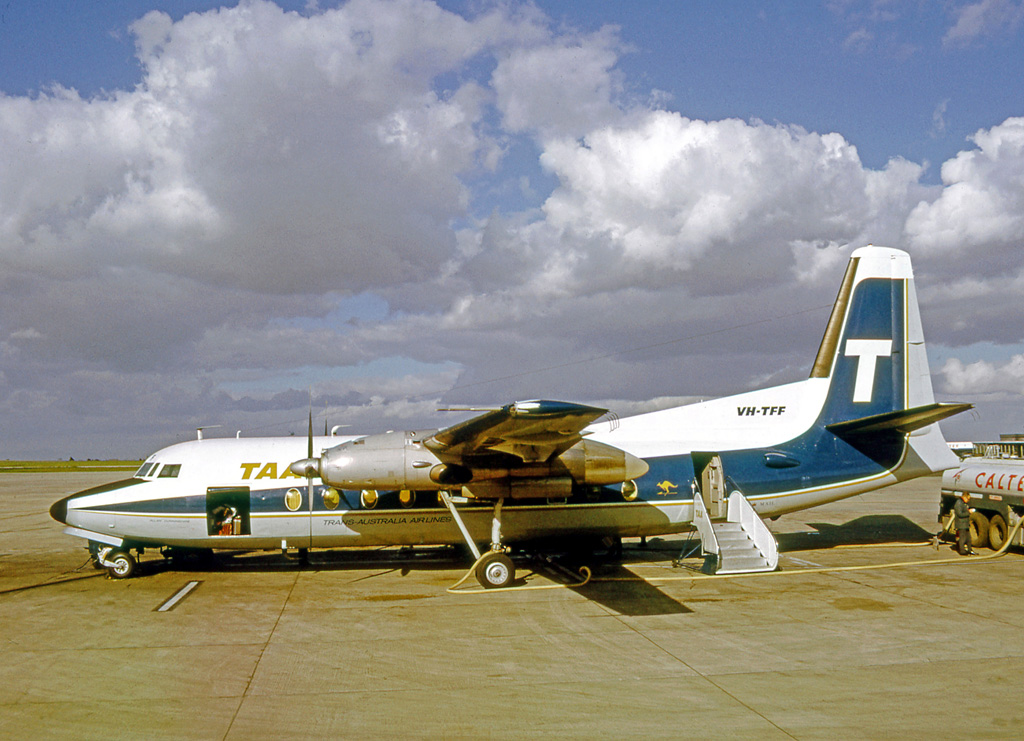
Un Fokker F27-100 a Essendon nel 1970.

Gli anni successivi portarono a una crescita massiccia per la nuova compagnia aerea. Quando l'austerità del dopoguerra lasciò il posto a un'era più ricca, gli australiani furono in grado di viaggiare in aereo in numero sempre maggiore.
Gran parte della crescita dell'aviazione nazionale negli anni '50, '60 e '70 venne dominata dalla rivalità tra Ansett-ANA di proprietà privata e TAA sostenuta dal governo. Un fattore importante nel successo della compagnia aerea governativa era una saggia scelta degli aerei. Dopo aver utilizzato inizialmente il venerabile e prontamente disponibile Douglas DC-3, TAA fu in grado di acquisire il rivoluzionario Convair CV-240 pressurizzato. Popolare tra il pubblico per la sua capacità di volare al di sopra di gran parte delle nuvole, fu questo aereo a stabilire la reputazione di eccellenza e affidabilità della compagnia.

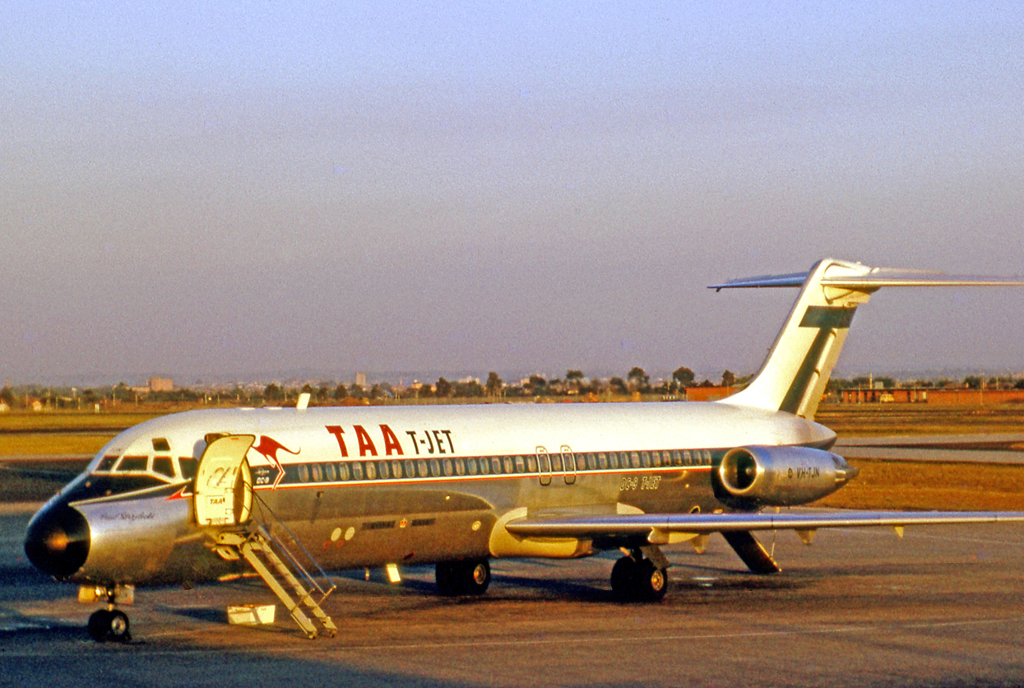
Un Douglas DC-9 nel 1971.

I servizi della costa orientale furono continuamente ampliati e la TAA si guadagnò presto il titolo di vera compagnia aerea "trans australiana" con servizi per Perth, sulla costa occidentale del continente, utilizzando Douglas DC-4. I turboelica Vickers Viscount furono introdotti negli anni '50 e ancora una volta si dimostrarono immensamente popolari grazie alla loro guida fluida e priva di vibrazioni.
Sebbene di proprietà statale, il governo conservatore liberale degli anni '50 aveva una tendenza filosofica verso i bisogni dell'Ansett di proprietà privata, e le esigenze della TAA ne risentirono. La controversia politica riguardo alle due compagnie limitò seriamente le opportunità di crescita ed espansione senza l'approvazione del governo.
I numeri e gli orari dei voli erano strettamente controllati e TAA e Ansett-ANA avevano invariabilmente voli in partenza da aeroporti per la stessa destinazione esattamente nello stesso momento con esattamente la stessa attrezzatura. La politica era così rigida che persino gli aeromobili identici appena acquistati (uno da ciascuna compagnia aerea) dovevano entrare nello spazio aereo australiano esattamente nello stesso momento sui loro voli di consegna.

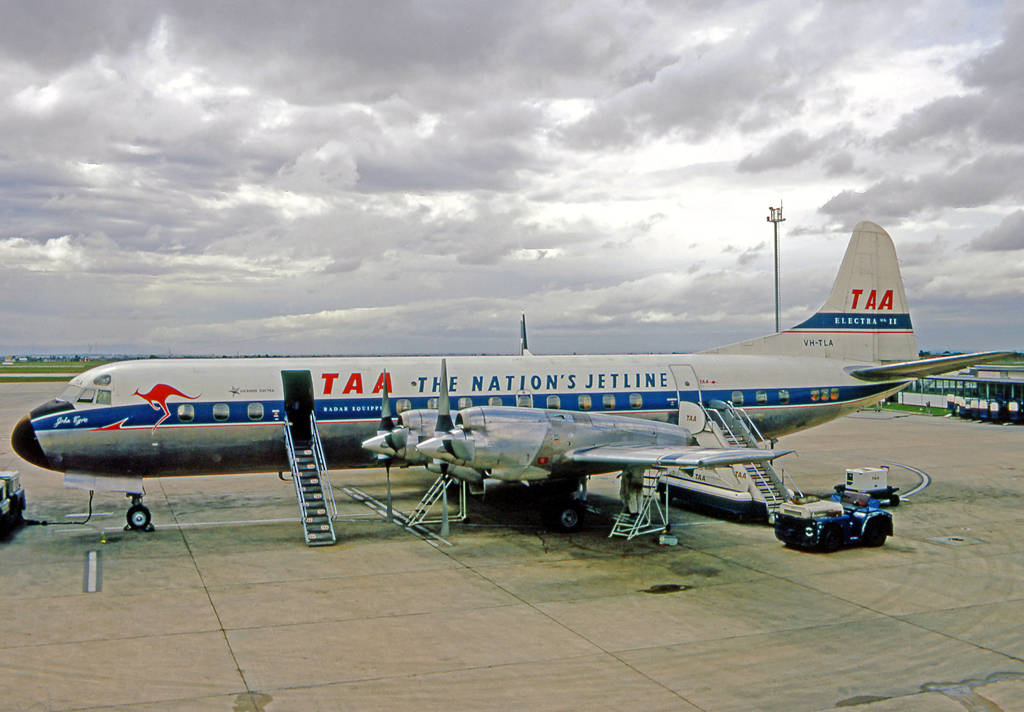
Il primo Lockheed L-188 Electra nel gennaio 1971.

L'atteggiamento benevolo del governo conservatore nei confronti di Ansett fu sintetizzato negli anni '50 quando costrinse la TAA a scambiare un certo numero dei suoi popolari Viscount con Ansett-ANA in cambio di Douglas DC-6B con motori a pistoni più lenti e più vecchi. In un altro caso, TAA aveva programmato di acquisire il rivoluzionario jet Sud Aviation Caravelle ma poiché Ansett riteneva che questo fosse troppo avanzato in quella fase per le proprie esigenze, entrambe le compagnie aeree dovettero acquistare la preferenza Ansett: il meno avanzato Lockheed L-188 Electra.
Tuttavia, l'Electra si dimostrò un aereo affidabile e il TAA crebbe e prosperò continuamente. Negli anni '60 introdusse i Boeing 727-100 e i Douglas DC-9-30 rotte primarie, nonché Fokker F27 Friendship Jetliner turboelica sulle rotte regionali.
Alla fine degli anni '60, TAA aveva una rete massiccia che attraversava il continente, così come una rete interna nella Papua Nuova Guinea e voli da Darwin a Baucau nel Timor portoghese. A quel tempo, la livrea della compagnia aerea era la famosa T bianca su una coda blu, denominata "The Look of the 70s". Una delle pubblicità televisive più memorabili del periodo era il jingle "Up, Up and away, with TAA, the Friendly Friendly Way", i cui testi e la musica erano una variazione della canzone del 1967 Up, Up and Away, scritta da Jimmy Webb e utilizzato anche dalla compagnia aerea statunitense Trans World Airlines.
Un'ulteriore espansione si verificò negli anni '70 quando vennero acquisiti Boeing 727-276 più grandi (contemporaneamente ad Ansett). Ancora una volta, i termini dell'introduzione vennero limitati dalla politica delle due compagnie aeree. Nel 1974, TAA acquisì una partecipazione di maggioranza nell'isola di Great Keppel. Nel luglio 1975, in collaborazione con Mayne Nickless, formò la società di autobus turistici AAT Kings. Nel 1978, la società di autonoleggio Kay-Hertz fu acquistata in collaborazione con Mayne Nickless. Nel dicembre 1980, TAA iniziò a operare un servizio da Hobart a Wellington in Nuova Zelanda con un numero di volo della Qantas.
La politica delle due compagnie aeree fu leggermente allentata all'inizio degli anni '80 quando TAA fu in grado di introdurre l'Airbus A300B4, mentre Ansett scelse di acquistare il Boeing 767. L'A300 era un aereo rivoluzionario all'epoca per l'industria aerea nazionale, in quanto era un velivolo a fusoliera larga (a doppio corridoio). Forniva una capacità aggiuntiva significativa sulla rete della costa orientale e verso Perth. Nel 1986, Trans-Australia Airlines fu rinominata "Australian Airlines" e il canguro tornò alla sua livrea. La sua nuova immagine coincise con una campagna televisiva di grande successo e popolare: "You Should See Us Now", "Face To Face" e "The Way We Do The Things We Do" divennero le nuove sigle della compagnia.

### Rebranding

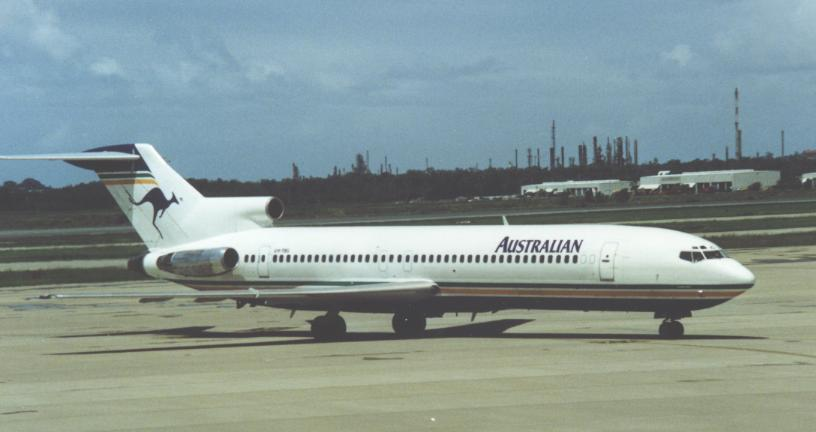
Un Boeing 727 a Brisbane nel marzo 1992.

Nel 1986, dopo un cambio di gestione della compagnia aerea, il nome Trans-Australia Airlines fu polemicamente abbandonato, a favore di Australian Airlines. Associata a questo cambio di immagine c'era una nuova livrea per gli aerei, che portava il nome "Australian".
Australian Airlines divenne lo sponsor di viaggio per i programmi televisivi Neighbours, Wheel of Fortune e Sale of the Century tra la fine del 1987 e il 1994.
Tra il 1980 e la fusione con Qantas, le squadre selezionate che partecipavano all'Australian Touring Car Championship portavano sia le insegne della Trans Australian Airlines (TAA) che quelle dell'Australian Airlines, e dal 1985 al 1990 il team di telecronaca Seven Network usò la compagnia aerea per viaggiare tra gli stati per partecipare le varie sedi di gara.
Alla fine degli anni '80, il governo iniziò a muoversi verso la deregolamentazione dell'aviazione nazionale. (che entrò in vigore nell'ottobre 1990). Un sottoprodotto di questo cambiamento imminente fu la disputa dei piloti australiani del 1989. Come risultato della prolungata soppressione dei salari, questa controversia vide le dimissioni della maggior parte degli equipaggi di Australian Airlines e la struttura di base della compagnia aerea venne cambiata per sempre. Il gabinetto Hawke non solo incoraggiò le compagnie aeree ad impiegare piloti esteri, ma andò oltre, optando per pagare i nuovi piloti con le casse pubbliche.

### Recessione
I primi anni '90 cambiarono il volto del trasporto aereo interno australiano. Il governo federale, sebbene tecnicamente avesse deregolamentato il settore dell'aviazione nazionale, rese effettivamente impossibile il successo della nuova concorrente Compass Airlines. Nel 1987, il governo Hawke annunciò che i terminal di proprietà statale sarebbero stati privatizzati e affittati alle due compagnie aeree nazionali. A Compass, una minaccia per il duopolio TAA/Ansett, venne concesso un accesso estremamente limitato. All'aeroporto di Sydney, entrambe le principali compagnie aeree avevano effettivamente ottenuto la piena proprietà dei loro due terminal separati. La Federal Airports Corporation acquistò successivamente il terminal della Ansett quando andò in rovina nel 2002. Qualsiasi terza compagnia aerea operante lì doveva accontentarsi delle strutture delle compagnie aeree regionali. In altri aeroporti, le due compagnie avevano affittato terminal per lo più vuoti e installato loro stessi tutti gli arredi operativi. Le autorità aeroportuali accettarono con entusiasmo denaro in leasing da Compass senza fornire quasi spazio nei loro terminal.
Alla nuova ambiziosa compagnia aerea vennero assegnati dal governo quelli che erano chiaramente i peggiori gate, nelle sezioni meno desiderabili dei terminal nazionali in tutto il paese (in alcuni casi vennero utilizzati i capanni Atco) e doveva operare dal terminal internazionale dell'aeroporto di Perth. A causa del presunto mancato pagamento delle spese, l'autorità governativa per l'aviazione civile causò la chiusura di Compass il 20 dicembre 1991, 5 giorni prima di quello che sarebbe stato l'immensamente redditizio periodo di Natale.
Ansett e TAA/Australian erano gli unici giocatori rimasti, ancora una volta la politica di due compagnie aeree. Durante questo periodo di trasformazione e deregolamentazione, Australian Airlines continuò la sua corsa di successo con profitti sani, aumentando il carico di passeggeri e guadagnando molto favore dai suoi spot televisivi accattivanti. Sebbene la fusione con Qantas fosse vista come inevitabile per dare a quest'ultima una rete domestica, e rilanciare i suoi profitti, molti ex dipendenti dell'Australian Airlines (TAA) e il pubblico in generale lamentavano della perdita di questo iconico marchio australiano.

### Acquisizione da parte di Qantas
Sebbene Compass fosse stata inevitabilmente costretta a chiudere gli affari, i giorni di Australian e quelli di Ansett erano contati: la decisione era stata presa a livello di governo federale di offrire in vendita entrambi i vettori di proprietà del governo (Qantas e Australian). Australian Airlines venne offerta per prima, ma fu rapidamente acquisita da Qantas, che aveva offerto 400 milioni di dollari per acquistare il vettore nazionale. Qantas decise quindi di unire la compagnia aerea alla sua rete; successivamente, il governo vendette il 25% a British Airways, riportando così Qantas in borsa dopo essere stata assente dal 1947.
Qantas acquisì Australian Airlines il 14 settembre 1992 in preparazione della sua chiusura il 30 aprile 1994.
La maggior parte del marchio Australian Airlines venne rimosso durante la fusione e sostituito con il marchio Qantas; per esempio, la Flight Deck Lounge della Australian divenne il Qantas Club. L'unica identità del marchio Australian Airlines rimasta, la rivista The Australian Way, è stata rinominata The Qantas Magazine nel 2016.

### Rinascita
Nell'ottobre 2002, Qantas rilanciò il marchio Australian Airlines, mirando al mercato a basso costo e volando principalmente da Cairns e Bali. Questa compagnia aerea venne sciolta nel 2006 e le sue attività riassorbite nel gruppo Qantas.

### Il museo
Qantas alloca lo spazio presso la sua Airport West Training Facility (ex TAA/Australian Airlines Flight Training Center) per il Museo della TAA. Il museo espone manufatti della vita della TAA/Australian, inclusi articoli di servizio, uniformi, pubblicità e fotografie ed è aperto al pubblico durante la settimana. Il museo è immensamente popolare tra l'ex personale e il pubblico in viaggio ed è gestito da un gruppo dedicato di volontari.

## Flotta
Trans Australia Airlines operava con:

## Incidenti
- L'8 agosto 1951, un Douglas C-47 operante un volo cargo, marche VH-TAT, si schiantò presso la Barilla Bay subito dopo il decollo a causa della perdita di controllo laterale durante una virata a bassa quota. La probabile causa della perdita di controllo laterale fu la presenza di ghiaccio sulla superficie dell'aereo. Entrambi i piloti persero la vita.[24]
- Il 31 ottobre 1954, un Vickers Viscount, marche VH-TVA, stava eseguendo un volo di addestramento quando si schiantò contro un pendio a ovest della pista 22. Degli otto a bordo, tre morirono.[25]
- Il 10 giugno 1960, il volo Trans Australia Airlines 538, un Fokker F27, era in avvicinamento di notte per atterrare a Mackay, Queensland, quando si schiantò in mare. Tutte le 29 persone a bordo del volo rimasero uccise.[26]
- Il 24 maggio 1961, un Douglas DC-4 operante un volo cargo, marche VH-TAA, si schiantò durante l'avvicinamento a Brisbane, causando la morte dei due piloti.[27]
- Il 28 aprile 1970, un De Havilland Canada DHC-6 Twin Otter, marche VH-TGR, finì contro un gruppo di alberi ad alto fusto in cima a uno sperone. Tagliando una fascia tra gli alberi, l'aereo superò la sommità dello sperone stesso e si schiantò su un pendio coperto d'erba sul lato occidentale. Sopravvissero solo in tre degli undici a bordo.[28]